# دوارات متشابكة

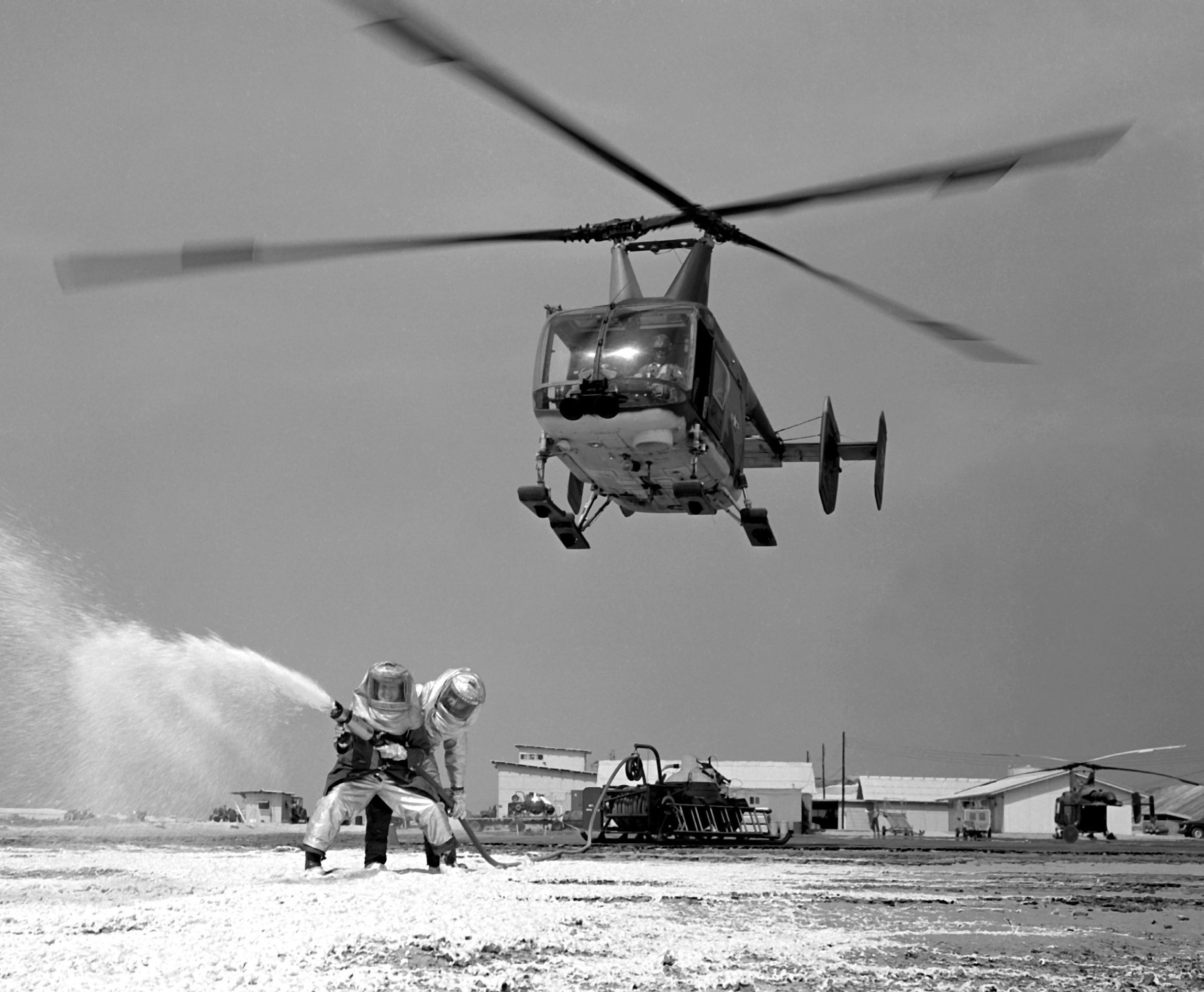
مروحية هوسكي ذات الدوارات المتشابكة

الدوارات المتشابكة (بالإنجليزية: Intermeshing rotors)‏ بالمروحية هو نظام يحتوي على دواران يدوران بإتجاهين متعاكسين لبعضهما، فيكون كليهما متقاربان بمسافة مناسبة بينهما للسماح بتشابكهما فوق الطائرة دون أن يصطدما ببعضهما. هذا التنظيم يسمح للمروحية بالطيران دون الحاجة لدوار خلفي. وهذا التشكيل يسمى أحيانا ب synchropter.
طور هذا الشكل في ألمانيا كمروحية مضادة للغواصات، تسمى Flettner Fl 282. وخلال الحرب الباردة أنتجت وصنعت مروحيات هوسكي كما بالصورة لسلاح الطيران لأغراض مكافحة الحرائق. وإن ميزة هذه المروحية هي الكفائة العالية في الثبات والمقدرة على الرفع الثقيل. وتستعمل النسخ الحديثة من طائرة كامان كرافعة جوية للخدمات الإنشائية.